# Berg im Gau
Berg im Gau – miejscowość i gmina w Niemczech, w kraju związkowym Bawaria, w rejencji Górna Bawaria, w regionie Ingolstadt, w powiecie  Neuburg-Schrobenhausen, wchodzi w skład wspólnoty administracyjnej Schrobenhausen. Leży około 12 km na południowy wschód od miasta Neuburg an der Donau.

## Dzielnice
W skład gminy wchodzą następujące dzielnice: Alteneich, Dettenhofen, Dirschhofen, Eppertshofen, Lampertshofen, Oberarnbach, Siefhofen i Berg im Gau.

## Demografia
| Rok  | Liczba mieszk. |
| ---- | -------------- |
| 1970 | 949            |
| 1987 | 1 005          |
| 2000 | 1 143          |
| 2005 | 1 191          |

### Struktura wiekowa
Dane o ludności z 31 grudnia 2008:
| Opis                                | Ogółem | Ogółem | Kobiety | Kobiety | Mężczyźni | Mężczyźni |
| ----------------------------------- | ------ | ------ | ------- | ------- | --------- | --------- |
| Jednostka                           | osób   | %      | osób    | %       | osób      | %         |
| Populacja                           | 1193   | 100    | 575     | 48,2    | 618       | 51,8      |
| Wiek przedprodukcyjny (0–17 lat)    | 276    | 23,13  | 139     | 11,65   | 137       | 11,48     |
| Wiek produkcyjny (18–65 lat)        | 748    | 62,7   | 356     | 29,84   | 392       | 32,86     |
| Wiek poprodukcyjny (powyżej 65 lat) | 169    | 14,17  | 80      | 6,71    | 89        | 7,46      |

## Polityka
Wójtem gminy jest Helmut Roßkopf z FW, wcześniej urząd ten obejmował Helmut Seel, rada gminy składa się z 12 osób.
|      | CSU | FW | DU | Razem |
| 2008 | 6   | 6  | -  | 12    |
| 2002 | 6   | 4  | 2  | 12    |

## Oświata
W gminie znajduje się przedszkole (50 miejsc i 48 dzieci) oraz szkoła podstawowa z częścią Hauptschule (12 nauczycieli, 122 uczniów).